# Acción empresarial en el cambio climático
La acción empresarial en el cambio climático abarca una serie de actividades destinadas a combatir el cambio climático y a promover decisiones políticas relacionadas con la regulación del mismo, como el Protocolo de Kioto. Muchas multinacionales han participado, y algunas siguen haciéndolo, en la toma de decisiones sobre este fenómeno, especialmente en Estados Unidos, por medio de lobbies y fondos a los escépticos del cambio climático. Asimismo abarca las medidas tomadas por las empresas con la intención de mitigar el cambio climático.